# Scopula seductilis
Scopula seductilis är en fjärilsart som beskrevs av Louis Beethoven Prout 1931. Scopula seductilis ingår i släktet Scopula och familjen mätare. Inga underarter finns listade.